# باکسنورت (آلاباما)
باکسنورت (به انگلیسی: Bucksnort) یک منطقهٔ مسکونی در ایالات متحده آمریکا است که در آلاباما واقع شده‌است. باکسنورت ۳۴۴٫۱۲ متر بالاتر از سطح دریا قرار دارد.